# Phacelia leptosepala
Phacelia leptosepala är en strävbladig växtart som beskrevs av Rydberg. Phacelia leptosepala ingår i Faceliasläktet som ingår i familjen strävbladiga växter. Inga underarter finns listade i Catalogue of Life.

## Bildgalleri

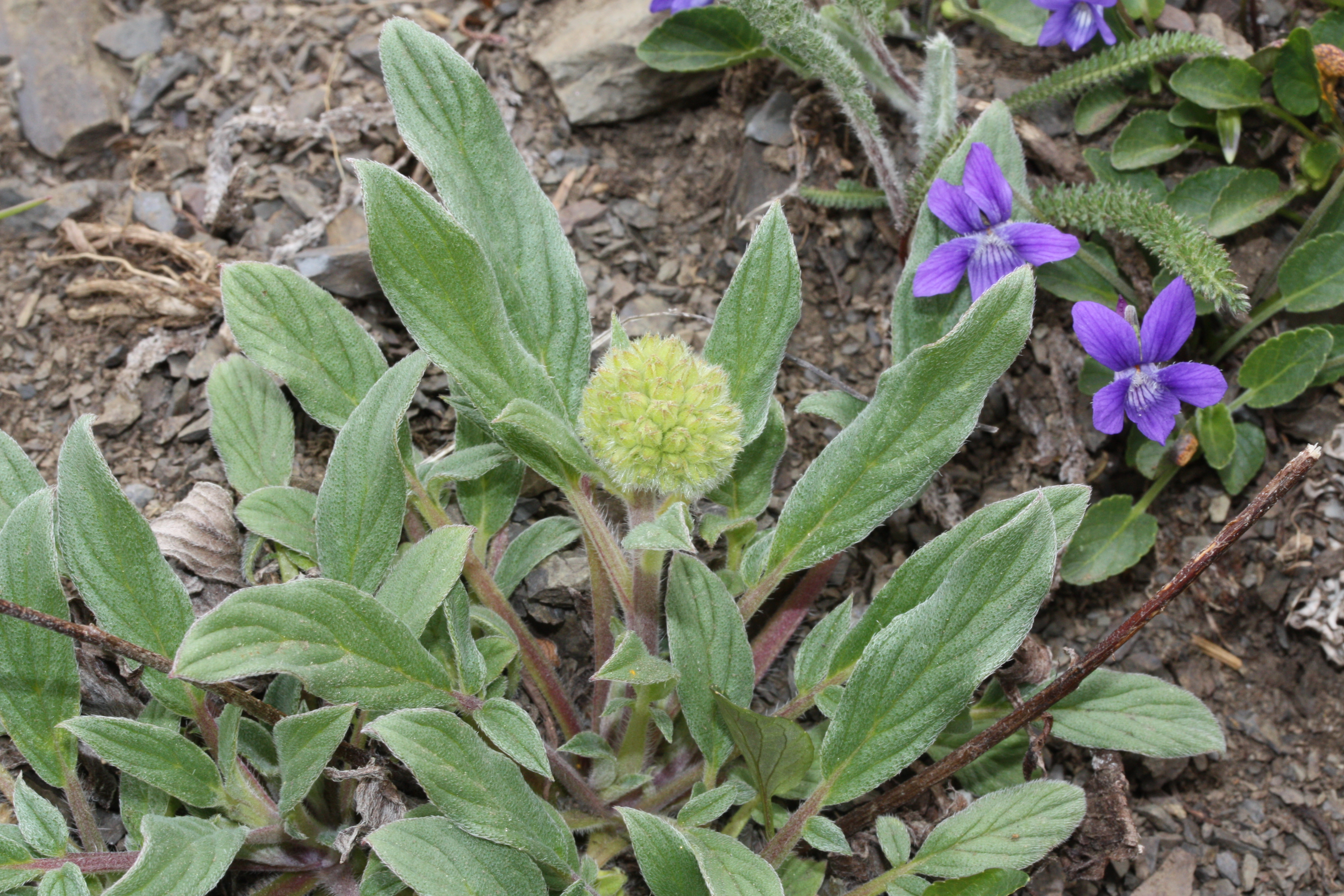